# Guy Ecker
Guy Ecker (São Paulo, Brazília 1959. február 9. –) amerikai színész.

## Élete

### Származása, tanulmányai
Guy Ecker 1959. február 9-én született a brazíliai São Paulóban Marion és Bob Ecker gyermekeként. Ő az öt testvér közül a harmadik. Az austini University of Texas-on tanult.

### Színészi pályája
1992-ben a La otra raya del tigre című sorozatban kapta meg első főszerepét. Az igazi sikert a második főszerepe hozta meg számára, Sebastián Vallejot alakította a Café con aroma de mujerben Margarita Rosa de Francisco mellett. 1999-ben Kate del Castillo partnereként játszott A vipera című telenovellában, majd ezt követően Edith González mellett a Saloméban.

### Magánélete
1983. március 16-án született meg fia, Jon-Michael Ecker, akit csak 17 éves korában ismert meg.
1984-ben feleségül vette Nia Peeples amerikai színésznőt. Házasságuk csak rövid ideig tartott, 1986-ban elváltak.
2000-ben - tíz évvel a megismerkedésük után - feleségül vette Estela Sainz-ot. Három gyermekük van. 2001-ben született meg Liam, 2003-ban Sofía és 2006-ban Kaylan. 2009-ben a Vidas cruzadas című webnovellában játszott, amelyben partnere ismét Kate del Castillo volt.

## Filmográfia

### Telenovellák, tv-sorozatok
- La otra raya del tigre (1992) ... Geo von Lengerke
- Café con aroma de mujer (1994) ... Sebastián Vallejo
- Guajira (1996) ... Helmut Heidenberg
- A vipera (1998) ... Demetrio Asunzolo
- Salomé (2001-2002)... Julio Montesino
- Las Vegas (2003-2005) ... Luis Pérez
- Heridas de amor (2006) ... Alejandro Luque Buenaventura
- Eva Luna (2010-2011) ... Daniel Villanueva
- Csók és csata (2011-2012) ... Armando Marcano
- Rosario (2013) ... Alejandro Montalbán
- Por siempre mi amor (2013-2014) ... Arturo de la Riva Acevedo

### Webnovellák
- Vidas cruzadas (2009) ... Daniel Aragón

### Filmek
- Blood Money (1985)
- Streets of Death (1986)
- The Devil Wears White (1986) ... Cole Archer
- Night Terror Movie (1989) ... Rick
- Malevolent (2002) ... Al Voss
- Az eltűnt ezred (2006) ... Robert King
- Artemio Arteaga y la santa hermandad (2007)

## Fordítás
- Ez a szócikk részben vagy egészben  a   Guy Ecker című spanyol Wikipédia-szócikk fordításán alapul.  Az eredeti cikk szerkesztőit annak laptörténete sorolja fel. Ez a jelzés csupán a megfogalmazás eredetét és a szerzői jogokat jelzi, nem szolgál a cikkben szereplő információk forrásmegjelöléseként.